# ميكي هاميل
ميكي هاميل (بالإنجليزية: Mickey Hamill)‏ (18 يونيو 1889 في المملكة المتحدة - 23 يوليو 1943 في المملكة المتحدة) هو مدرب كرة قدم ولاعب كرة قدم أيرلندي في مركز نصف الجناح. شارك مع منتخب أيرلندا لكرة القدم. أما مع النوادي، فقد لعب مع فول ريفر ماركسمين ومانشستر سيتي ومانشستر يونايتد ونادي سلتيك ونيويورك جاينتس وBelfast Celtic F.C. ‏ وBoston Soccer Club ‏.

## وصلات خارجية
- ميكي هاميل على موقع ناشيونال فوتبول تيمز (الإنجليزية)
- ميكي هاميل على موقع عالم كرة القدم.نت (الإنجليزية)